# غيرالد فيرير
غيرالد فيرير هو شخصية أعمال بلجيكي، ولد في 17 مايو 1951 في شارلوروا في بلجيكا.